# Federsee
Federsee – jezioro położone na północ od Bad Buchau, w Badenii-Wirtembergii, w Niemczech. Maksymalna długość wynosi 2,25 km, maksymalna szerokość 1,03 km, objętość wynosi 1,1 mln m³, a głębokość waha się w granicach 0,8–3,2 m.
Federsee należy do rezerwatu przyrody o tej samej nazwie, dużego zamkniętego, naturalnego kompleksu torfowisk niskich i przejściowych w Górnej Szwabii, położonego około 50 km na północ od Jeziora Bodeńskiego.

## Flora
Brzeg jest otoczony pasem trzcinowym (Phragmites australis) o szerokości od 30 do 400 m w stanie zbliżonym do naturalnego. Podczas gdy w latach 20. XX wieku w jeziorze znajdowała się bogata flora roślin wodnych, takich jak wywłócznik kłosowy i pływacz zwyczajny. Obecnie, ze względu na warunki hipertroficzne, jest ona bardzo uboga gatunkowo. Można zaobserwować zespół lilii wodnych towarzyszący wschodniemu i zachodniemu brzegowi. Od momentu oddania do użytku rurociągu kanalizacyjnego w 1982 r. na nowo pojawiła się rdestnica kędzierzawa. Ponadto w jeziorze występuje oczeret jeziorny i niewielkie skupisko rogatka sztywnego, które charakteryzuje się bardzo eutroficzną proporcją. Fitoplankton składa się głównie z sinic z rodzaju Microcystis i Coelosphaerium oraz Limnothrix redekei.

## Fauna

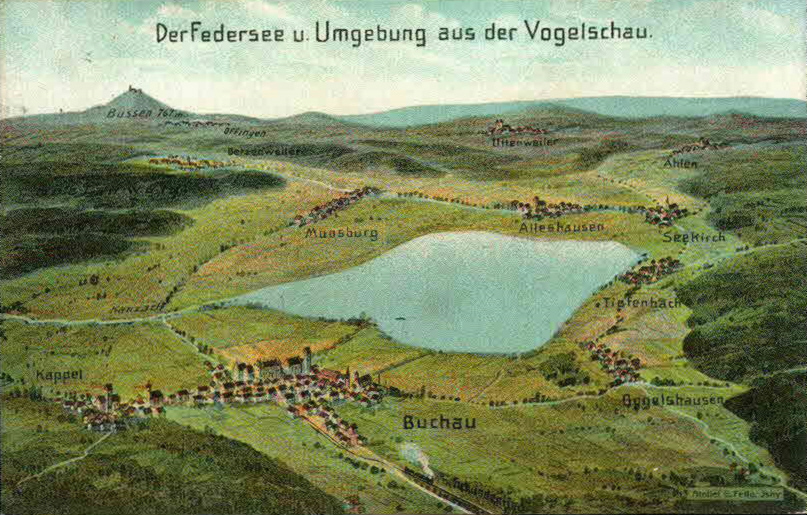
Pocztówka z Federsee

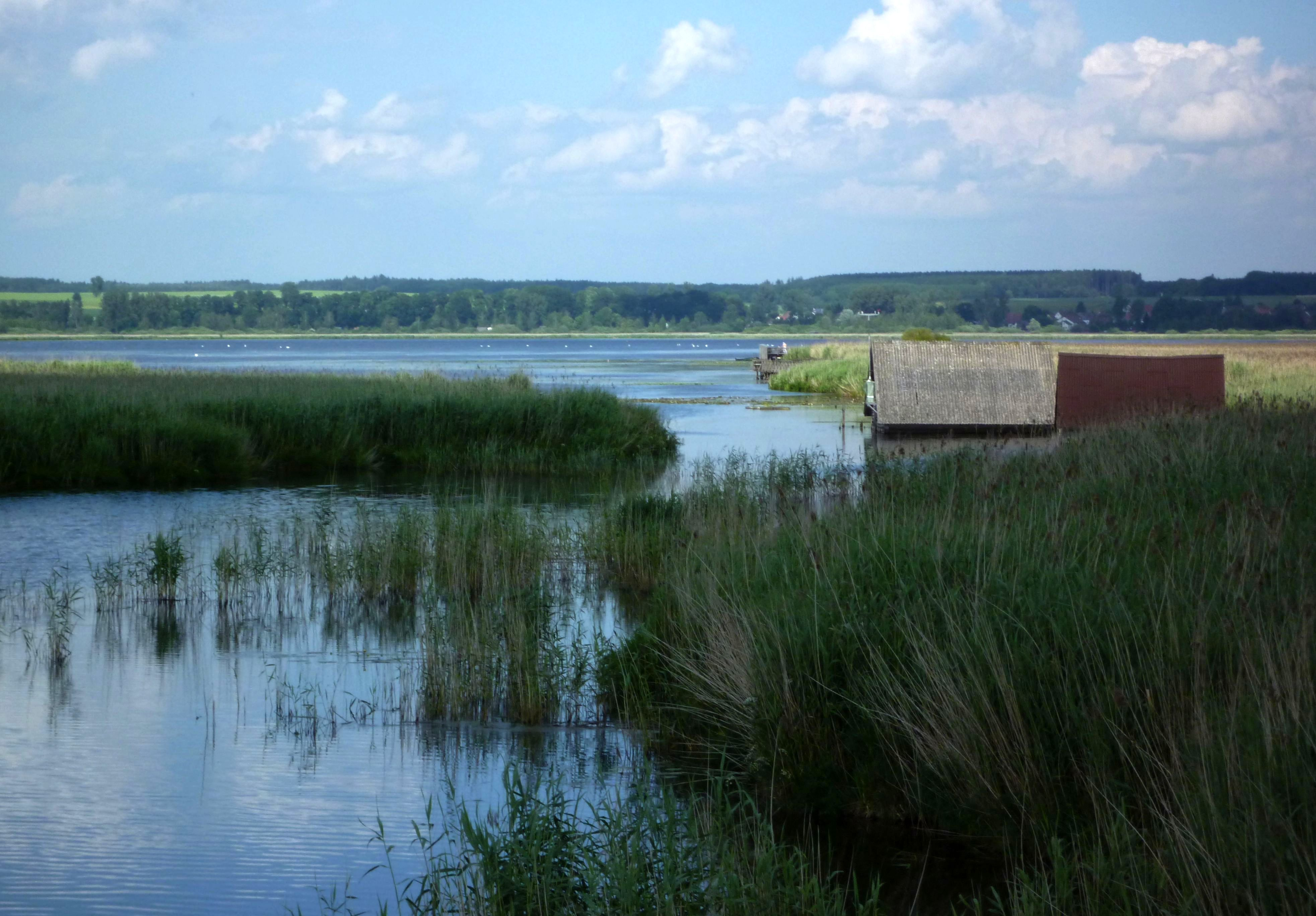
Federsee widziane z Bad Buchau

Fauna ryb składa się głównie z leszczów i ukleji. Rzadziej występują: szczupak pospolity, śliz, lin, okoń, węgorz europejski i sum. Zooplankton składa się z Asplanchna girodi i skorupiaków z gatunków: Bosmina longirostris, Daphnia cuculata, Chydorus sphaericus, Scapholeberis mucronata, Eudiaptomus graciloides, Mesocyclops leuckarti, Leptodora kindti.